# 仮屋薗聡一
仮屋薗 聡一（かりやぞの そういち　1969年2月3日-）は、日本のベンチャーキャピタリスト。株式会社グロービス・キャピタル・パートナーズ 共同創業パートナー。一般社団法人日本ベンチャーキャピタル協会名誉会長。

## 経歴
鹿児島県に生まれる。慶應義塾大学法学部卒業。米国ピッツバーグ大学経営大学院修了（MBA）。
株式会社三和総合研究所を経て、1996年株式会社グロービスのベンチャーキャピタル事業設立に参画。
1号ファンドのファンドマネージャー、1999年パートナー就任。
2006年より代表パートナー就任。
2015年7月より一般社団法人日本ベンチャーキャピタル協会会長。
2017年Forbes JAPAN が発表する「日本版Midas List（最も影響力のあるベンチャー投資家ランキング）」において第1位に選出される。
2019年7月より一般社団法人ベンチャーキャピタル協会名誉会長。
内閣官房「ベンチャーチャレンジ2020アドバイザリーボード」、経済産業省「loT推進ラボloT支援委員会」、総務省・文部科学省・経済産業省「人工知能技術戦略会議（産業連携会議）」、経済産業省「グローバル・ネットワーク協議会」、国土交通省「i-Construction推進コンソーシアム」、東京都「国際金融都市・東京のあり方懇談会」等の委員、メンバーを務める。
2022年より共同創業パートナー就任。現在に至る。
業界で有名なベンチャーキャピタリスト十二訓を生み出した人物である。

### 『ベンチャーキャピタリスト十二訓』
一、
優秀な人材のいる場所、時間、きっかけを探せ。
そこに何度でも通って、一人一人と、仕事ではなく、しっかりと友人になれ。
やがて自分自身が、人材の集まる場となる。
二、
人との出会いは、全てがファン作りの機会。
自身の持っている経験や知識を、相手の立場に立って惜しみ無く差し出せ。
三、
投資する会社を探すな、投資するテーマを探せ。
それから適切な経営チームを探せ。
無ければコンバートを試みるべし。
そこが腕の見せどころ。
四、
お金を売るな、自分を売れ。
経営者から、投資・経営参画してほしい、と先に言われて、初めて上等。
五、
ベンチャーは、不確実性の塊だ。
出来ない理由を語れる人は、数多くいる。
その時こそ、自身がビジョン、戦略、経営者を信じきれるか今一度反芻せよ。究極のリアリストであり、ロマンチストであれ。
不安を感じるところから動き出す一歩に、あなたの進化が始まる。
六、
経営陣に対し、評論家然、投資家然とした態度で臨んではならない。
中長期を見据え、功を急がず、燦然と進むべき方向を指し示す北極星のごとき存在であれ。
七、
最先端の経営知が、日々ベンチャーが直面する課題とトライ＆エラーの中で生まれている。経営支援は、決して机上では学べない。
あなたは、数多くの優秀な経営陣とその最前線を共有し、ベストプラクティスのハブになれ。
八、
ベンチャーは、逆境の塊だ。だが、困難は進化の礎。
嵐にあってこそ、より迅速に動き、泰然自若、笑顔を忘れるな。
それが、皆の勇気につながる。
九、
誰にでも、撤退すべき時は必ずある。
最悪なのは、ものごとにこだわりすぎ、致命傷になるまで深追いしてしまうことだ。撤退する時は、全速力で。
そしてその失敗を、必ず次の糧とせよ。
十、
経営者にとって、投資家の言葉は重く鋭き斧。
厳しきことを言う時こそ、一呼吸置き、相手の心相を汲む優しさを忘れるな。
十一、
Exitでは、天時・地利が不可欠である。それに備え、見極めよ。
ただし、遂行においての最重要は人和となる。
くれぐれも人事を尽くし、ことあらば人の痛みを引き受けよ。
十二、
時を経て、一旦の成功を為し得た時、かつての夢見る若き起業家は、先進の経営者に、新卒だった若者は頼もしいマネージャーとなっていることに、あなたは気付き、そして共に喜びを分かちあうだろう。
その永かった道程に、あなたは真の報酬を見出だす。

## 著書
- 「機関投資家のためのプライベート・エクイティ」（きんざい）
- 「ケースで学ぶ起業戦略」（日経BP社）
- 「MBAビジネスプラン」（ダイヤモンド社）
- 「ベンチャーキャピタリストが語る起業家への提言」（税務研究会）